# Lunes por la madrugada
«Lunes por la Madrugada» es una canción de la banda argentina Los Abuelos de la Nada, publicada como primera pista en su tercer álbum Himno de mi Corazón de 1984. Fue escrita por el bajista Cachorro López e interpretada por Miguel Abuelo en voz líder. 
Fue el sencillo más destacado de esa placa, considerada un verdadero clásico del rock argentino.

## Versiones
- En 2023, Ale Sergi y Mateo Sujatovich grabaron una nueva versión para la cortina musical de la segunda temporada de Argentina, tierra de amor y venganza emitido por eltrece.

- Datos: Q5984882